# Munneurycope antarctica
Munneurycope antarctica är en kräftdjursart som beskrevs av Schultz1977. Munneurycope antarctica ingår i släktet Munneurycope och familjen Munnopsidae. Inga underarter finns listade i Catalogue of Life.